# سیارک ۲۱۵۸۸
سیارک ۲۱۵۸۸ (به انگلیسی: 21588 Gianelli، نامگذاری:1998SK157) بیست و یک هزار و پانصد و هشتاد و هشتمین سیارک کشف شده‌است که در ۲۶ سپتامبر ۱۹۹۸ کشف شد.
قدر مطلق سیارک برابر ۱۷.۸ است.